# 龍虎勢朋
龍虎 勢朋（りゅうこ せいほう、1941年1月9日 - 2014年8月29日）は、日本の元大相撲力士、引退後はタレント・コメンテーター・俳優。本名は鈴木 忠清（すずき ただきよ）。親方当時は放駒 清一、晩年の芸名は龍虎 孝宗。龍虎名義の場合もある。
東京都大田区出身。東京都立大森高等学校中退。花籠部屋所属。最高位は東小結。現役時代は身長186cm、体重132kg。妻は鈴木貴子（観世流太鼓十六世宗家・観世元信の長女）。1992年4月結婚。1992年11月長女、1994年8月、長男誕生。

## 来歴

### 大相撲時代
幼少期から背が高く、両親は忠清を大相撲力士にしようと考えていた。1957年1月場所、花籠部屋から初土俵。自身を含めて同期の新弟子は50人いたが、当初は後に第52代横綱となる北の富士と並んでとても軽量で最下層の実力しか持たなかったという。実際に後年その北の富士自らが「50人の新弟子の中で一番弱かったのがオレと龍虎でした」と当時を振り返っている。稽古するとすぐ倒れるため、口の悪い兄弟子から「電柱」と揶揄された。同年11月場所まで鈴木山の四股名で土俵生活を送り、翌1958年1月から1959年9月まで花武蔵の四股名で土俵に上がった。1959年11月からは若神山を名乗るも、幕下中位から下位で停滞していたことに痺れを切らして1964年11月場所から花武蔵に戻す。1966年5月場所前には師匠の花籠から勧められて龍虎と改名し、以来引退までこの四股名で通す（1969年3月までは下の名前が昇だった）。若乃花には新弟子の頃からかわいがられ、二子山（若乃花）独立の際について行くことを志望しながら師匠の花籠が移籍を認めた力士に含まれていなかったために移籍は認められず残留することになった。二子山は「お前は残った方が（稽古相手もいて）いい。第一、お前みたいな弱いヤツは連れていけない」と泣く泣く突き放したと伝わる。1967年3月場所新十両。1968年3月場所新入幕。初土俵より66場所目の幕内昇進は当時の最も遅い記録であった。なお、同期の中で幕内に昇進したのは当初最下層の力士とされていた自身と北の富士の2人だけであった。
新入幕の場所で11勝4敗の成績を挙げ敢闘賞を獲得。1969年5月場所（前頭2枚目）で大鵬から初金星を挙げ、この場所8勝7敗で殊勲賞を獲得。翌7月場所も東前頭筆頭で8勝7敗の成績を挙げた（この間、3場所連続優勝力士に土をつけるという珍しい記録をつくっている）が新三役に昇進できず、翌9月場所同位置で3勝12敗と大敗したが、その後はほぼ安定した成績を挙げ幕内上位を保持していた。ようやく1970年3月場所新三役（小結）。美男力士として人気を博し、1969年1月場所前の座談会では初代栃東から「龍虎関、あんたは声もいいし耳もつぶれてない。それで相撲取ってると言えますか（笑）」と突っ込まれていた。その美男ぶりには同じ美男力士として認知されていた北の富士も「龍虎にはカッコよさ負けするなあ」と嘆いたほどであった。突っ張りを交えた気風のよい相撲振りは大鵬からも「ボロカスに言うところなんてないよ。いい突っ張り持っているものなあ。ときどき叩いているのを見るけど、あれも出足があっての叩きだからいいんじゃないかな」と褒められたことがある。1970年9月場所、前頭11枚目で自己最高の13勝2敗を挙げた。
しかし、翌1971年11月場所6日目、前頭7枚目義ノ花戦で左アキレス腱を断裂して途中休場、その後1972年1月場所から3場所連続全休で幕下まで落ちた。病院に運び込まれた際「（入院が）2カ月もかかるとは参ったな。まあ、いいや。ついでに飲みすぎて痛めている肝臓の治療もやってもらうか」と冗談を飛ばしていた。この時の龍虎の負傷を受け、日本相撲協会は1972年1月場所より公傷制度を導入することになったが（2003年11月場所限りで廃止）、龍虎自身には制度が適用されなかったため、世間の同情を集めた。
しかし、本人の不屈の闘志と努力が実を結び、幕下優勝（1972年9月場所、7戦全勝）、十両優勝（1973年3月場所、11勝4敗）と実績を重ね、1973年7月場所に再入幕する。その後も1974年9月場所で新横綱の北の湖から通算2個目の金星を獲得。激しい突っ張り合いから始まり、最後は突き落としで破った一番であった。1975年1月場所で小結となり三役にカムバックした（破門など協会からの離職によるブランクなしで幕下へ降下した元三役の三役復帰は史上初）。
ところが、1975年5月場所初日の前頭4枚目旭國戦で、今度は右アキレス腱を切断（復帰後2度目のアキレス腱断裂、計3度のアキレス腱断裂）して、その場所限りで現役引退。引退後は年寄16代放駒を襲名するも1977年に廃業し、タレントに転向した。

### タレント・俳優時代
放駒親方時代の1976年から映画やドラマに出演していた龍虎は、相撲協会退職後、四股名の龍虎をそのまま芸名とし、本格的に芸能界に進出。テレビ、時代劇などで活躍していた。また、『料理天国』（TBS系列）の名物試食人として活躍。「おいしいですね」の一言はそのまま龍虎のキャッチフレーズとなった。以降、舞台（北島三郎公演）などを中心に俳優として活躍していた。また、大相撲のご意見番としてテレビ朝日のワイドショー『スーパーモーニング』などを中心に出演。1990年頃クモ膜下出血で倒れ、2008年に再発。2014年8月29日、家族とお礼参りで事任八幡宮を訪れた際、本宮への階段を上っている最中に循環器疾患で倒れ、娘と息子が救命措置を施したものの、午前11時頃、搬送先の静岡県掛川市の病院で死去。73歳没。
通夜は9月4日、葬儀・告別式は9月5日に東京都目黒区の正覚寺で営まれ、葬儀委員長は北の富士勝昭が務め、弔辞は北の富士と生島ヒロシが読んだ。通夜・告別式には「料理天国」で共演した芳村真理と西川きよしの他、やくみつる、「暴れん坊将軍」で共演した松平健と同じく根本りつ子らが参列、出棺の際には「威風堂々」が流れ、拍手と「龍虎!!」の声が掛けられた。棺には妻の手作り弁当が入れられた。

## 主な成績
- 通算成績：563勝511敗48休 勝率.524
- 幕内成績：240勝262敗25休 勝率.478
- 現役在位：110場所
- 幕内在位：36場所
- 三役在位：4場所（小結4場所）
- 三賞：6回
  - 殊勲賞：2回（1969年3月場所、1969年5月場所）
  - 敢闘賞：4回（1968年3月場所、1969年3月場所、1969年11月場所、1970年9月場所）
- 金星：2個（大鵬1個・北の湖1個）
- 各段優勝
  - 十両優勝：2回（1968年1月場所、1973年3月場所）
  - 幕下優勝：2回（1967年1月場所、1972年9月場所）

### 場所別成績
| | 一月場所 初場所（東京）  | 三月場所 春場所（大阪） | 五月場所 夏場所（東京） | 七月場所 名古屋場所（愛知） | 九月場所 秋場所（東京） | 十一月場所 九州場所（福岡） |
| --- | ------------------------ | ----------------------- | ----------------------- | --------------------------- | ----------------------- | --------------------------- |
| 1957年 （昭和32年） | （前相撲）               | （前相撲）              | （前相撲）              | x                           | 西序ノ口4枚目 4–4       | 東序二段110枚目 4–4         |
| 1958年 （昭和33年） | 西序二段96枚目 4–4       | 西序二段89枚目 5–3      | 東序二段60枚目 5–3      | 東序二段38枚目 4–4          | 東序二段31枚目 4–4      | 西序二段28枚目 3–5          |
| 1959年 （昭和34年） | 西序二段34枚目 3–5       | 西序二段38枚目 6–2      | 西序二段15枚目 3–5      | 西序二段19枚目 4–4          | 東序二段16枚目 4–4      | 西序二段14枚目 5–3          |
| 1960年 （昭和35年） | 東三段目101枚目 3–5      | 西三段目101枚目 5–3     | 東三段目72枚目 4–4      | 西三段目67枚目 4–3          | 東三段目49枚目 3–4      | 東三段目62枚目 5–2          |
| 1961年 （昭和36年） | 西三段目34枚目 6–1       | 東幕下81枚目 4–3        | 西幕下63枚目 4–3        | 東幕下55枚目 3–4            | 東幕下63枚目 1–6        | 東三段目2枚目 5–2           |
| 1962年 （昭和37年） | 西幕下62枚目 3–4         | 東幕下65枚目 2–5        | 東幕下79枚目 6–1        | 東幕下48枚目 6–1            | 東幕下24枚目 3–4        | 西幕下23枚目 3–4            |
| 1963年 （昭和38年） | 西幕下26枚目 1–5–1       | 東幕下45枚目 4–3        | 東幕下41枚目 3–4        | 西幕下44枚目 4–3            | 西幕下33枚目 3–4        | 東幕下37枚目 5–2            |
| 1964年 （昭和39年） | 東幕下24枚目 3–4         | 東幕下26枚目 3–4        | 西幕下29枚目 4–3        | 西幕下25枚目 2–5            | 東幕下42枚目 5–2        | 西幕下27枚目 4–3            |
| 1965年 （昭和40年） | 東幕下25枚目 3–4         | 西幕下31枚目 5–2        | 東幕下16枚目 4–3        | 西幕下12枚目 4–3            | 西幕下8枚目 5–2         | 東幕下筆頭 1–7              |
| 1966年 （昭和41年） | 東幕下16枚目 4–3         | 東幕下14枚目 2–5        | 西幕下22枚目 3–4        | 西幕下26枚目 3–4            | 西幕下29枚目 4–3        | 西幕下24枚目 5–2            |
| 1967年 （昭和42年） | 東幕下14枚目 優勝 7–0    | 東十両16枚目 10–5       | 東十両12枚目 9–6        | 西十両7枚目 8–7             | 西十両4枚目 5–10        | 東十両10枚目 11–4           |
| 1968年 （昭和43年） | 東十両3枚目 優勝 13–2    | 西前頭9枚目 11–4 敢     | 東前頭3枚目 2–13        | 西前頭9枚目 7–8             | 東前頭10枚目 9–6        | 東前頭6枚目 9–6             |
| 1969年 （昭和44年） | 東前頭3枚目 4–11         | 西前頭9枚目 12–3 殊敢   | 東前頭2枚目 8–7 殊★     | 東前頭筆頭 8–7              | 東前頭筆頭 3–12         | 西前頭6枚目 11–4 敢         |
| 1970年 （昭和45年） | 西前頭筆頭 9–6           | 西小結 8–7              | 東小結 5–10             | 東前頭3枚目 2–13            | 東前頭11枚目 13–2 敢    | 東小結 6–9                  |
| 1971年 （昭和46年） | 東前頭筆頭 7–8           | 西前頭筆頭 6–9          | 西前頭2枚目 4–9–2       | 東前頭6枚目 9–6             | 西前頭筆頭 6–9          | 西前頭3枚目 1–6–8           |
| 1972年 （昭和47年） | 東前頭12枚目 休場 0–0–15 | 東十両8枚目 休場 0–0–15 | 東幕下11枚目 休場 0–0–7 | 西幕下42枚目 6–1            | 西幕下22枚目 優勝 7–0   | 東幕下筆頭 6–1              |
| 1973年 （昭和48年） | 西十両8枚目 8–7          | 西十両7枚目 優勝 11–4   | 西十両筆頭 10–5         | 西前頭12枚目 10–5           | 西前頭5枚目 6–9         | 西前頭7枚目 8–7             |
| 1974年 （昭和49年） | 東前頭5枚目 7–8          | 東前頭7枚目 8–7         | 東前頭3枚目 7–8         | 西前頭4枚目 5–10            | 西前頭9枚目 9–6 ★       | 西前頭5枚目 9–6             |
| 1975年 （昭和50年） | 西小結 3–12              | 東前頭8枚目 8–7         | 西前頭5枚目 引退 0–2–0  | x                           | x                       | x                           |
| 各欄の数字は、「勝ち-負け-休場」を示す。 優勝 引退 休場 十両 幕下 三賞：敢=敢闘賞、殊=殊勲賞、技=技能賞 その他：★=金星 番付階級：幕内 - 十両 - 幕下 - 三段目 - 序二段 - 序ノ口 幕内序列：横綱 - 大関 - 関脇 - 小結 - 前頭（「#数字」は各位内の序列） |                          |                         |                         |                             |                         |                             |

### 幕内対戦成績
| 力士名   | 勝数 | 負数 | 力士名 | 勝数 | 負数  | 力士名   | 勝数 | 負数 | 力士名   | 勝数 | 負数 |
| -------- | ---- | ---- | ------ | ---- | ----- | -------- | ---- | ---- | -------- | ---- | ---- |
| 青ノ里   | 3    | 0    | 朝岡   | 1    | 0     | 浅瀬川   | 4    | 1    | 朝登     | 3    | 2    |
| 旭國     | 4    | 6    | 巌虎   | 1    | 0     | 大潮     | 1    | 0    | 大錦     | 2    | 2    |
| 大鷲     | 2    | 2    | 海乃山 | 3    | 1     | 柏戸     | 0    | 3    | 北瀬海   | 3    | 1    |
| 北の湖   | 1    | 7    | 北の花 | 2    | 1     | 北の富士 | 3    | 13   | 清國     | 3    | 13   |
| 麒麟児   | 2    | 1    | 黒姫山 | 3    | 10(1) | 高鉄山   | 5    | 1    | 琴櫻     | 2    | 16   |
| 琴乃冨士 | 1    | 0    | 金剛   | 5    | 4     | 白田山   | 1    | 3    | 大旺     | 0    | 1    |
| 大峩     | 3    | 4    | 大麒麟 | 8    | 10(1) | 大受     | 4    | 3    | 大雪     | 1    | 0    |
| 大鵬     | 1    | 9    | 大文字 | 1    | 0     | 大雄     | 9    | 2    | 大竜川   | 5    | 1    |
| 貴ノ花   | 3    | 6    | 高見山 | 6    | 12    | 玉の海   | 1    | 13   | 玉ノ冨士 | 2    | 0    |
| 照櫻     | 1    | 0    | 天龍   | 3    | 1     | 時葉山   | 5    | 0    | 栃東     | 7    | 7(1) |
| 栃王山   | 7    | 3    | 金城   | 1    | 3     | 栃富士   | 3    | 1    | 羽黒岩   | 7    | 7    |
| 長谷川   | 10   | 13   | 廣川   | 1    | 0     | 福の花   | 13   | 12   | 富士櫻   | 6    | 0    |
| 富士錦   | 3    | 1    | 藤ノ川 | 6    | 6     | 二子岳   | 7    | 3    | 前の山   | 8    | 9    |
| 増位山   | 3    | 0    | 丸山   | 0    | 1     | 三重ノ海 | 7    | 4    | 禊鳳     | 2    | 0    |
| 明武谷   | 1    | 2    | 陸奥嵐 | 9    | 10    | 豊山     | 0    | 1    | 豊山     | 2    | 3    |
| 吉王山   | 2    | 2    | 吉の谷 | 1    | 2     | 義ノ花   | 1    | 5    | 琉王     | 3    | 3    |
| 若獅子   | 3    | 2    | 若浪   | 6    | 2     | 若鳴門   | 1    | 0    | 若三杉   | 1    | 4    |
| 若二瀬   | 4    | 4    | 若見山 | 1    | 1     | 鷲羽山   | 3(1) | 1    |          |      |      |

## 出演

### 映画
- 嗚呼!!花の応援団シリーズ（どおくまん 原作）（1976年 - 1977年）剛田 （2作目までは「放駒清一」名義で出演）
- こちら葛飾区亀有公園前派出所（秋本治 原作）（1977年12月24日公開）署長

### テレビドラマ
- 影同心II 第17話「一殺多生の大相撲」（1976年、MBS） - 放駒親方（「放駒清一」名義で出演）
- 太陽にほえろ! 第233話「狙撃」（1977年1月7日、日本テレビ） - 堀田警部（「放駒清一」名義で出演）
- 銭形平次 第632話「土俵に賭ける二人」（1978年、フジテレビ） - 巴川親方
- 吉宗評判記 暴れん坊将軍 第32話以降（1978年9月23日 - 1982年5月1日、テレビ朝日）- 江戸町火消「め組」の居候（関取）・龍虎
- 桃太郎侍 （NTV / 東映）
  - 第124話「日本一の暴れ熊」（1979年）- 熊五郎
  - 第171話「男涙の土俵入り」（1980年）- 金太郎＝松風
- 長七郎天下ご免! 第63話「無法の熊は笑って散った!」 - 熊吉（1981年2月26日、テレビ朝日）
- 峠の群像（1982年、NHK） - 土屋主税
- 源九郎旅日記 葵の暴れん坊（1982年5月8日 - 1983年2月26日、テレビ朝日） - 鉄心和尚
- 時代劇スペシャル「旗本やくざ 大江戸喧嘩帳」（1982年9月17日 フジテレビ） - 荒浪
- 暴れん坊将軍II（1983年3月5日 - 1987年3月7日、テレビ朝日） - 江戸の骨接ぎ師・龍虎（第66話迄）、（第67話以降）「め組」の居候（親方）・龍虎
- 魔拳!カンフーチェン→激闘!カンフーチェン（1983年1月22日 - 6月、よみうりテレビ） - 天堂
- おヒマなら来てよネ! 第2話 （1987年10月、フジテレビ） - 料亭の常客
- 名奉行 遠山の金さん 第1シリーズ 第19話「殺しを招く幻の女」（1988年、テレビ朝日 / 東映） - 虎吹雪
- 裸の大将 第29話「清と雲とひまわりと」（1988年、関西テレビ、フジテレビ / 東阪企画）
- 土曜ワイド劇場 / 謎のダイヤモンドを求めて日本縦断!（1989年2月11日、朝日放送 / 松竹） - 堀田三郎
- 必殺スペシャル・新春 大暴れ仕事人! 横浜異人屋敷の決闘（1990年1月3日、朝日放送） - 山岡鉄太郎
- 大江戸捜査網 平成版（1990年10月12日 - 1991年3月29日・1991年10月11日 - 1992年3月27日、テレビ東京） - 白壁桂馬
- 次郎長三国志（1991年1月2日、テレビ東京） - 江尻の大熊
- 素浪人無頼旅 （1991年10月31日、テレビ朝日） - 鉄山
- 暴れん坊将軍V 第33話「鳶口一本、炎の男道!」（1994年1月8日、テレビ朝日） - 駿府町火消「龍組」頭 龍虎
- みのもんたの人生相談デカ 〜おもいッきりテレビ殺人事件〜（2002年10月1日、日本テレビ）

### その他のテレビ番組
- アップダウンクイズ（1980年11月16日、毎日放送） - 出題13問目で10問正解を達成して、ハワイ旅行を獲得した
- 午後は○○おもいッきりテレビ（日本テレビ）
- 料理天国（1976年1月 - 1990年3月、TBS）
- 浅草橋ヤング洋品店（1992年 - 1995年、テレビ東京）番組で「ドラゴンタイガー」と呼ばれた
- タモリのボキャブラ天国（フジテレビ） - ピンクレディーのUFOが元ネタの作品「龍虎!!」にVTR出演
- いつみても波瀾万丈（2001年12月3日、日本テレビ）ゲスト出演
- 朝まで生テレビ!「激論! "国技大相撲"に未来はあるか?!」（2007年10月20日、テレビ朝日）パネリストとして出演
- みのもんたの朝ズバッ!（TBS）相撲解説等で出演
- スーパーモーニング（テレビ朝日）相撲解説等で出演
- ワイド!スクランブル（テレビ朝日）相撲解説等で出演
- サタデースクランブル（テレビ朝日）相撲解説等で出演
- いい旅・夢気分（テレビ東京）家族で出演
- 土曜スペシャル（テレビ東京）夫人と共に旅人として出演

### ラジオ番組
- 生島ヒロシのおはよう一直線（TBSラジオ） - 「大相撲一直線」のコーナーのコメンテーター ※電話での出演

### 舞台
- 国定忠治/北島三郎大いに唄う（北島三郎　特別公演）

### CM
- 一力本店（1982年、仙台市にあったフグ料理店）
- 東邦ガス（1985年）
- 石井食品（ - 1997年）
- 関東電気保安協会（1998年 - 1999年）
- アサヒ緑健（2012年）

## 著書
- 『どうにかなるさ』：1975年、ごま書房